# Liquide de Luttinger
Un liquide de Tomonaga-Luttinger, ou plus communément appelé liquide de Luttinger, est un état quantique de la matière physiquement solide dans laquelle circule des électrons (idem la circulation des ondes son et lumière dans les liquides physiques). Un modèle théorique de prédiction de l'effet des particules en interaction (« problème à N corps ») en une dimension.

## Historique
Il est plus correct de parler de modèle de « Tomonaga-Luttinger » plutôt que de « Luttinger » car dès 1950 Sin-Itiro Tomonaga avait développé une méthode dite de bosonisation pour l'étude des fermions en une dimension. À la différence de Luttinger, Tomonaga a considéré une relation de dispersion des fermions bornée inférieurement et a séparé l'opérateur densité des fermions en composantes de Fourier positives et négatives. Il a ensuite simplifié les relations de commutation en considérant des vecteurs d'onde au voisinage du niveau de Fermi. La méthode de bosonisation de Tomonaga permet ainsi de généraliser la solution du modèle posé par Luttinger au spectre de basse énergie de fermions unidimensionnels en interaction.
Historiquement, le terme « liquide de Luttinger » provient d'un article d'une approximation de Joaquin Mazdak Luttinger de 1962 sur un modèle de fermions en interaction en une dimension. Ce modèle possède une relation de dispersion linéaire, avec un  Hamiltonien {\displaystyle H=-iv_{F}\int dx(\psi _{R}^{\dagger }\partial _{x}\psi _{R}-\psi _{L}^{\dagger }\partial _{x}\psi _{L})+\int g_{2}\rho _{R}(x)\rho _{L}(x)dx}, 
où {\displaystyle \psi _{R/L}(x)} sont des opérateurs d' annihilation des fermions se déplaçant vers la droite {\displaystyle (R)} ou vers la gauche {\displaystyle (L)} et {\displaystyle \rho _{\nu }=\psi _{\nu }^{\dagger }\psi _{\nu }}leurs opérateurs de densité respectifs{\displaystyle (\nu =R,L)}.
Luttinger a correctement noté qu'il était possible de décrire le modèle en interaction en remplaçant les fermions par les composantes de Fourier de l'opérateur densité de fermions définies par {\displaystyle \rho _{\nu }(x)={\frac {1}{L}}\sum _{q}\rho _{\nu }(q)e^{iqx}}, mais la dispersion des fermions dans son modèle n'étant pas bornée inférieurement, la relation de commutation qu'il a obtenue est incorrecte.
En 1965 la solution correcte de ce modèle est due à Lieb et Mattis qui ont montré  comment régulariser les termes divergents pour obtenir les relations de commutation correctes pour les composantes de Fourier de l'opérateur densité. Ces relations de commutation
{\displaystyle [\rho _{R}(q),\rho _{R}(-q')]=-{\frac {qL}{2\pi }}\delta _{q,q'}}
{\displaystyle [\rho _{L}(q),\rho _{L}(-q')]={\frac {qL}{2\pi }}\delta _{q,q'}}
{\displaystyle [\rho _{R}(q),\rho _{L}(q')]=0}
sont analogues à celles des opérateurs de création et d'annihilation des bosons, c'est pourquoi la méthode utilisée pour le traitement théorique des liquides de Luttinger porte le nom de « bosonisation ». Et en présence des interactions, la transformation de Bogoliubov permet de montrer que le spectre du modèle de Luttinger est linéaire tant que le modèle est stable.
En 1969, Schotte et Schotte ont obtenu une expression exponentielle des opérateurs de création et d'annihilation des fermions en termes des opérateurs de densité des fermions. Ces expressions permettent de décrire complètement toutes les fonctions de corrélation du modèle de Luttinger par bosonisation. En particulier, la fonction de Green {\displaystyle G(x,t)} des fermions sans spin peut être obtenue, et varie comme 
{\displaystyle G(x,t)={\frac {1}{2\pi a}}\left[e^{ik_{F}x}\left({\frac {a}{x-vt}}\right)^{1+\eta }\left({\frac {a}{x+vt}}\right)^{\eta }+e^{-ik_{F}x}\left({\frac {a}{x+vt}}\right)^{1+\eta }\left({\frac {a}{x-vt}}\right)^{\eta }\right]} ,
où {\displaystyle k_{F}}est le vecteur d'onde de Fermi, {\displaystyle v} la vitesse de propagation des excitations bosoniques, {\displaystyle a} est un paramètre de coupure à grande distance. Le paramètre {\displaystyle \eta } est non-universel, c'est-à-dire qu'il varie avec les interactions du modèle de Luttinger. En l'absence d'interactions, {\displaystyle \eta =0}. En présence d'interactions, {\displaystyle \eta >0}, ce qui fait qu'au lieu d'avoir une marche du nombre d'occupation {\displaystyle n(E)} en fonction de l'énergie au niveau de Fermi, on trouve {\displaystyle n(E)\sim n(E_{F})+A|E-E_{F}|^{2\eta }\mathrm {sign} (E-E_{F})}, autrement dit une tangente verticale. Un résultat semblable est obtenu avec le nombre d'occupation en fonction du vecteur d'onde.
En 1969 utilisant le groupe de renormalisation multiplicatif, Jeno Solyom a montré que l'interaction entre les électrons est marginale et modifie les dimensions d'échelle des opérateurs du modèle de Luttinger tout en préservant la linéarité du spectre, ce qui explique la présence d'exposants non-universels.
Les modèles de fermions en interaction en une dimension ont été étudiés systématiquement dans les années 1970 puis 80 en lien avec la physique des conducteurs organiques unidimensionnels tels que TTF-TCNQ et les sels de Bechgaard ou de Fabre. En particulier, Alan Luther, Ingo Peschel, Victor J. Emery, Jeno Solyom, Hidetoshi Fukuyama, H. J. Schulz et F. Duncan M. Haldane (qui est à l'origine de la terminologie,, « Liquide de Luttinger ») ont réalisé de nombreux travaux théoriques.
Dès 1974, A. I. Larkin et I. E. Dzialoshinskii ont pu retrouver la solution modèle sans utiliser de technique de bosonisation par des méthodes de resommation de diagrammes de Feynman.
À partir de la fin des années 1980, les liquides de Luttinger ont été étudiés comme exemples de non-Liquide de Fermi pour les quasi-particules, en particulier sous l'impulsion de Philip Warren Anderson. Le développement de la théorie conforme des champs a permis de relier la théorie du liquide de Luttinger aux algèbres de Kac-Moody. Simultanément, la découverte des nanotubes de carbone et la fabrication des fils quantiques ont permis de nouveaux tests expérimentaux de la théorie.

## Propriétés
En général, les liquides de Luttinger, du point de vue de la théorie des phénomènes critiques, correspondent à une ligne ou une surface critique. Une perturbation qui se couple à un opérateur pertinent peut entraîner le système vers un état avec une bande Interdite et des corrélations à courte distance ou un ordre à longue distance. Aussi, les liquides de Luttinger présentent de nombreuses instabilités comme la distorsion de Peierls, due au couplage électron-phonon, la transition de Mott en présence de processus Umklapp, la supraconductivité ou l' antiferromagnétisme dans le cas de liquides de Luttinger couplés,. Le couplage entre des liquides de Luttinger peut aussi rétablir un Liquide de Fermi tridimensionnel.

### Liquide de Luttinger à une composante
Le liquide de Luttinger à une composante est un état des fermions sans spin unidimensionnels en interaction, analogue à la solution du modèle de Luttinger. Thermodynamiquement, cet état est semblable au liquide de Fermi unidimensionnel (la chaleur spécifique croît linéairement avec la température, et la compressibilité est constante en fonction de la température) mais il se distingue du liquide de Fermi par le comportement des fonctions de corrélations dans l'état fondamental qui décroissent en loi de puissance avec la distance et le temps avec un exposant non-universel (c.à.d. dépendant explicitement des interactions entre les électrons) et par la disparition de la discontinuité au niveau de Fermi dans la fonction de distribution en énergie des fermions. Cette discontinuité est remplacée par une singularité en loi de puissance avec un exposant qui dépend des interactions (voir plus haut). Les véritables excitations élémentaires du modèle ne sont pas des particules fermioniques, mais des particules bosoniques semblables à des phonons acoustiques, qui sont les modes de compression du système unidimensionnel (les opérateurs {\displaystyle \rho _{R,L}(q)} vus plus haut créent ou annihilent ces excitations). On parle de « collectivisation » des degrés de liberté. Une image classique simple, basée sur le principe d'exclusion de Pauli consiste à imaginer les fermions comme des véhicules pris dans un embouteillage. Ils ne peuvent se déplacer que si celui qui les précède leur laisse un espace, si bien que le mouvement d'ensemble des particules se réduit à la propagation d'ondes de densité. Il est également possible de décrire les degrés de liberté du liquide de Luttinger fermionique en termes de particules possédant une charge fractionnaire. Dans cette représentation, un fermion injecté dans un liquide de Luttinger se sépare en deux particules contrepropageantes de charge fractionnaire, la somme de ces charges étant celle du fermion original. La possibilité d'utiliser plusieurs représentations différentes des états excités (fermions, modes bosoniques collectifs, particules de charge fractionnaire) est une conséquence de la grande dégénérescence du modèle original qui permet de réaliser des combinaisons linéaires entre états excités.

Le comportement des fonctions de corrélation du liquide de Luttinger est déterminé par deux paramètres, la vitesse de propagation des excitations {\displaystyle u} et le paramètre de Luttinger {\displaystyle K}qui dépend du rapport de l'énergie potentielle d'interaction avec l'énergie cinétique des électrons et permet de calculer les exposants non-universels. Il détermine également les charges des particules fractionnaires, {\displaystyle Q_{\pm }=e(1\pm K)/2}. Dans un système sans interaction, {\displaystyle K=1}, avec des interactions attractives {\displaystyle K>1} avec des interactions répulsives {\displaystyle K<1}. Il en résulte  que contrairement au cas de l'Effet Hall quantique fractionnaire, les charges fractionnaires sont des quantités non-universelles. Du point de vue de la théorie conforme des champs, le paramètre de Luttinger est le rayon de compactification d'une théorie ({\displaystyle c=1}) de bosons libres. Lorsque la température {\displaystyle T>0}, les fonctions de corrélations ne décroissent en loi de puissance que jusqu'à la longueur thermique {\displaystyle \ell (T)={\frac {\hbar u}{k_{B}T}}}, leur décroissance devient ensuite exponentielle {\displaystyle \sim e^{-\alpha (K)|x|/\ell (T)}}. les fonctions de réponse correspondantes présentent des divergences en loi de puissance avec la température.
Les paramètres {\displaystyle u,K}sont reliées à des observables macroscopiques,. Ainsi, la chaleur spécifique {\displaystyle C_{v}={\frac {\pi ^{2}k_{B}^{2}T}{3u}}}, la raideur de charge {\displaystyle \mathbb {D} =e^{2}{\frac {uK}{\pi }}}, et la compressibilité {\displaystyle \chi ={\frac {K}{\pi \hbar n^{2}u}}}, où {\displaystyle e} est la charge d'un fermion et {\displaystyle n} la densité. Dans le cas d'un système invariant par transformations de Galilée, la deuxième relation se simplifie en {\displaystyle uK={\frac {\hbar \pi n}{m}}}, vitesse de Fermi en l'absence d'interaction. Deux de ces relations permettent d'obtenir les paramètres du Liquide de Luttinger par exemple en calculant le spectre de basse énergie, avec la méthode de Lanczos, ou l'énergie libre par la méthode Monte Carlo Quantique. Il est aussi possible d'extraire directement l'exposant de Luttinger du calcul des fonctions de corrélation à temps égal dans l'état fondamental par la méthode de Density Matrix Renormalization Group.
Le liquide de Luttinger à une composante s'obtient aussi avec des bosons unidimensionnels avec interactions répulsives (par exemple dans le modèle de Girardeau ou le modèle de Lieb et Liniger) ou des chaînes de spin antiferromagnétiques de spin demi-entier impair ou de spin entier en présence d'un champ magnétique fermant le gap de Haldane.
Il existe des relations analogues pour déterminer les paramètres du liquide de Luttinger, dans le cas des chaînes de spin, la raideur de spin joue le rôle de la raideur de charge, et la susceptibilité magnétique joue le rôle de la compressibilité.
Dans le cas du système de spin 1/2 isotrope, le liquide de Luttinger présente des corrections logarithmiques dans la susceptibilité magnétique et dans les fonctions de réponse. L'origine de ces corrections est la présence d'un opérateur marginalement inessentiel dans le hamiltonien du liquide de Luttinger.

### Liquide de Luttinger non-linéaire
L'approximation du spectre linéarisé peut être justifiée par le fait que du point de vue du groupe de renormalisation, les opérateurs {\displaystyle \psi _{\nu }^{\dagger }(i\partial _{x})^{n}\psi _{\nu }} ({\displaystyle \nu =R,Ln\geq 2}) ne sont pas pertinents. Cependant, lorsqu'on considère des valeurs relativement élevées des vecteurs d'onde ou de la fréquence ou bien des fonctions de réponse qui sont nulles pour un Hamiltonien invariant sous la symétrie particule trou, les corrections à la dispersion linéaire des fermions ne peuvent être négligées.
Dans le modèle bosonisé, la présence d'une dispersion non-linéaire des fermions conduit à la présence de termes polynomiaux en {\displaystyle \rho _{\nu }(q)} de degré supérieur à deux, et les équations du mouvement de ces opérateurs deviennent non-linéaire. On parle alors de liquide de Luttinger non-linéaire.

### Liquide de Luttinger à plusieurs composantes
Le liquide de Luttinger à deux composantes, est obtenu dans les modèles fermioniques (généralement des électrons) de spin-1/2, dans le continuum comme le modèle de Gaudin-Yang ou sur réseau comme dans le modèle t-J ou le modèle de Hubbard unidimensionnels. Il se caractérise par la « collectivisation » des degrés de libertés individuels (c.à.d. que les excitations de basse énergie ne sont plus des quasiparticules possédant la « statistique de Fermi-Dirac », portant une charge égale à celle de l'électron et un spin 1/2 mais des particules bosoniques décrivant des modes collectifs de charge ou de spin) la séparation spin-charge (c.à.d. la propagation indépendante des modes de charge et de spin). Le liquide à deux composantes est caractérisé par la vitesse des excitations de charge {\displaystyle u_{c}}, la vitesse des excitations de spin {\displaystyle u_{s}}, l'exposant de Luttinger de charge {\displaystyle K_{c}}et l'exposant de Luttinger de spin {\displaystyle K_{s}}. En l'absence d'interaction, {\displaystyle K_{c}=K_{s}=1}, et {\displaystyle u_{s}=u_{c}} sont égales à la vitesse de Fermi. Pour des interactions qui préservent l'invariance par rotation de spin, {\displaystyle K_{s}=1}, mais des corrections logarithmiques sont présentes comme dans les cas des chaînes de spin-1/2. Un liquide de Luttinger à plus de deux composantes peut être réalisé par exemple avec des fermions possédant une symétrie SU(N), avec {\displaystyle N>=3}.

### Liquide de Luttinger chiral
Un liquide de Luttinger chiral,est obtenu dans les états de bord de l'Effet Hall quantique entier ou fractionnaire. Dans le liquide chiral, il n'y a plus lieu d'avoir deux modes de densité de charge de propagation vers la gauche ou vers la droite; Il n'existe plus qu'un seul mode se propageant vers la droite ou bien la gauche. Il peut être vu comme un « demi-Liquide de Luttinger » à une composante. Du point de vue de la théorie conforme, seul le secteur holomorphe ou anti-holomorphe est présent.

### Liquide de Luttinger hélical
Les états de bord des Isolants topologiques bidimensionnels, du fait du couplage spin-orbite, ont une projection constante du spin sur la quantité de mouvement: par exemple, les électrons de spin {\displaystyle S^{z}=+1/2} ont une quantité de mouvement positive, tandis que les électrons de spin {\displaystyle S^{z}=-1/2} ont une quantité de mouvement négative. Cette propriété est analogue à l'hélicité en physique des particules. En présence d'interactions, le traitement théorique est identique à celui des fermions sans spin,. On obtient un état Liquide de Luttinger qui peut être vu comme la juxtaposition de deux demi-liquides de Luttinger chiraux contre-propageants.

### Liquide de Luttinger incohérent en spin
Dans le modèle de Hubbard unidimensionnel, dans la limite où la répulsion sur site {\displaystyle U}excède largement la largeur de bande {\displaystyle 2t}, la vitesse des excitations de charge est d'ordre {\displaystyle t}, mais celle des excitations de spin est d'ordre {\displaystyle t^{2}/U\ll t}. Dans le régime de température {\displaystyle t^{2}/U\ll k_{B}T\ll t}, les excitations de charge se propagent de façon cohérente, mais pas celles de spin. Les fonctions de réponse et les fonctions spectrales présentent toujours des singularités, mais les exposants critiques sont modifiés,. Le liquide de Luttinger incohérent de spin a été observé dans des gaz fermioniques ultrafroids.

## Réalisation
Expérimentalement,, le liquide de Luttinger a pu être mis en évidence par diffusion inélastique des neutrons et par le taux de relaxation RMN {\displaystyle 1/T_{1}}, dans des matériaux antiferromagnétiques quasi-unidimensionnels tels que KCuF3, qui sont bien décrits par un modèle de chaîne de spins 1/2. Il existe aussi des indications d'un état liquide de Luttinger dans des matériaux conducteurs tels que les conducteurs organiques comme les sels de Bechgaard et les sels de Fabre, ou les bronzes pourpres Li0,9Mo6O17. En particulier, les expériences de photoémission ne font pas apparaitre de discontinuité dans la fonction de distribution des électrons au niveau de Fermi. D'autres indications proviennent de la conductivité optique et de la conductivité transverse.
D'autre part, il est possible de réaliser expérimentalement des systèmes d'électrons quasi-unidimensionnels dans des fils quantiques, dans des nanotubes de carbone monoparoi métalliques, des nanofils, ou encore dans des nanorubans. Les mesures de conductance tunnel dans les nanotubes font apparaître une anomalie de la conductance tunnel qui peut être décrite dans le cadre de la théorie du liquide de Luttinger. La photoémission et le taux de relaxation RMN {\displaystyle 1/T_{1}}, présentent aussi des anomalies caractéristiques du liquide de Luttinger. Avec les fils quantiques, la séparation spin-charge, ainsi que la présence de particules de charge fractionnaire a pu être mise en évidence. Des mesures de photoémission dans des nanorubans {\displaystyle {\ce {CoSb_{1-x}}}} suggèrent également un état Liquide de Luttinger. Les dichalcogénures de métaux de transition peuvent aussi présenter des états Liquide de Luttinger. Des mesures de conductivité sur des nanofils {\displaystyle {\ce {MoSe}}} sont compatibles avec un état Liquide de Luttinger. Certaines macles dans des monocouches de {\displaystyle {\ce {MoS2}}} peuvent contenir un liquide de Luttinger, observable par spectroscopie tunnel. Des mesures de conductivité dans des bicouches de {\displaystyle {\ce {WTe2}}} formant une structure de Moiré montrent une très forte anisotropie de la conductance et une dépendance en tension et température compatible avec un ensemble de chaînes parallèles contenant chacune un Liquide de Luttinger. Les paires de Cooper dans des jonctions Josephson unidimensionnelles réalisent aussi un état Liquide de Luttinger bosonique. Les atomes d'hélium confinés à l'intérieur d'un nanopore peuvent également présenter un comportement liquide de Luttinger,,. Enfin, en utilisant des réseaux optiques, il est possible de réaliser un système bosonique quasi-unidimensionnel. L'étude d'un comportement de type liquide de Luttinger dans ces systèmes est un sujet de recherche actuel très actif,.